# Place de Vénétie
La place de Vénétie est une place située dans le quartier de la Gare du 13e arrondissement.

## Situation et accès
La place de Vénétie est accessible par l'avenue de Choisy. En transports en commun, elle est desservie à proximité par la ligne de métro 7 à la station Porte de Choisy, ainsi que par les tramways 3a et 9.

## Origine du nom
Elle porte le nom de la région de Vénétie en relation avec la campagne d'Italie du maréchal d'Empire Masséna, comme d'autres voies de ce secteur nommées de façon similaire en raison de leur proximité avec le boulevard Masséna.

## Historique
Cette place, insérée au milieu d'un groupe d'immeubles-tours, prend le nom de « place de Vénétie » le 27 juillet 1972.